# آنا نافارو
آنا نافارو (بالإنجليزية: Ana Navarro)‏ هي ناقدة رأي ‏ أمريكية، ولدت في 28 ديسمبر 1971 في تشينانديغا في نيكاراغوا.